# Гилилов, Илья Менделевич
Илья́ Ме́нделевич (также Миха́йлович) Гили́лов (22 января 1924, Витебск, БССР — 26 марта 2007, Москва, Россия) — советский и российский литературовед, шекспировед, в 1989—1999 годах учёный секретарь Шекспировской комиссии при Российской академии наук. Автор ряда научных работ по истории английской культуры XVI—XVII веков.
Представитель нестратфордианского направления в изучении жизни и творчества Шекспира, полагающего, что традиционные взгляды на личность и биографию автора шекспировских произведений как на актёра, родившегося в Стратфорде, неверны.

## Биография
И. М. Гилилов родился 22 января 1924 г. в семье ремесленника в городе Витебске. Родители вскоре перебрались в Москву.
Участник Великой Отечественной войны.. В годы Великой Отечественной войны до достижения призывного возраста по комсомольской мобилизации участвовал в работах на строительстве оборонительных сооружений вокруг Москвы. Работал на оборонном заводе, в 1942 году прошел ускоренные курсы при горно-металлургическом техникуме.
В том же 1942 году призван в армию. Получил военную подготовку в Первом гвардейском минометно-артиллерийском училище им. Л. Б. Красина. Участвовал в боевых действиях на Втором и Четвёртом украинских фронтах в качестве командира огневого взвода батареи Шестнадцатого гвардейского минометного полка.
После войны, оставаясь кадровым военным, заочно окончил среднюю школу и исторический факультет Челябинского пединститута. В 1954 году вышел в отставку. Работал в управлении общественного питания и одновременно заочно учился во Всесоюзном институте советской торговли.
Занимался самообразованием, сосредоточился на изучении Шекспировской эпохи.
Считал, что все четыре сохранившиеся экземпляра сборника Роберта Честера «Жертва любви», с разной датировкой и разбросанные по разным концам света, отпечатаны с одного набора и на бумаге с одними и теми же уникальными водяными знаками. Ввёл в арсенал отечественных литературных знаний об эпохе английского Возрождения не упоминавшуюся ранее книгу «Кориэтовы нелепости» («Coryat’s Crudities», 1610). Сосредоточился на изучении Шекспировского вопроса.
Похоронен в Москве на Востряковском кладбище.

## «Игра об Уильяме Шекспире»
В 1997 году опубликовал книгу «Игра об Уильяме Шекспире, или Тайна великого Феникса», в которой подытожил результат своих многолетних исследований и привёл доводы в пользу теории, что под псевдонимом «Уильям Шекспир» скрывался Роджер Меннерс, граф Рэтленд, в соавторстве со своей женой, Елизаветой Сидни-Рэтленд.
Книга была сравнена журналом «Знание-сила» с «разорвавшейся бомбой в шекспироведении». вместе с тем она встретила ряд отрицательных рецензий в России, а после выхода английского перевода и за рубежом. Ряд аргументов в поддержку теории Гилилова, включая и ключевой, связанный с новой датировкой т. н. Честеровского сборника, были опровергнуты Б. Л. Боруховым в ряде его статей. Впрочем, автор «Игры об Уильяме Шекспире» успешно оспорил научность Б. Л. Борухова  в своем «Очерке дискуссии вокруг книги о Великом Барде», где доказал игнорирование Б. Л. Боруховым фактов, приведенных еще в первом (и, частично, последующих) изданиях «Игры об Уильяме Шекспире». В той же статье И.М. Гилилов оспорил прижизненные критические рецензии коллег и журналистов, зачастую строящиеся на очевидном отсутствии аргументации.